# Panzer Corps
Panzer Corps — компьютерная игра в жанре варгейм, созданная в 2011 году фирмой The Lordz Games Studio, идейный последователь Panzer General.

## Об игре
Игра посвящена Второй мировой войне. Играть можно как кампанию за немцев, так и отдельные сценарии. Представлены как сценарии, соответствующие реальным сражениям, так и гипотетические (например, высадка немцев в США).
Сражения происходят на карте, разделенной на шестиугольники, населённые пункты и аэродромы на ней отмечены значками, соответствующими стороне, которая в данный момент ими владеет. Цель сражения — за заданное число ходов захватить на карте все ключевые точки (населённые пункты и аэродромы).
Юниты относятся к разным родам войск (пехота, артиллерия, танки, САУ, ПВО, истребительная и бомбардировочная авиация, флот). Некоторые типы юнитов (артиллерия и ПВО) могут стрелять на несколько клеток, остальные стреляют на одну клетку. Типы юнитов характеризуются силой удара по пехоте, технике и авиации, силой защиты от нападения с земли и с воздуха, дальностью стрельбы, боезапасом, запасом топлива и т. д. Отдельные юниты характеризуются, кроме того, опытом и численностью (от 1 до 10, а для опытных частей вплоть до 15). Разные участки карты характеризуются разной скоростью передвижения и возможностями защиты. Выше всего защита в горах и населённых пунктах, ниже всего — на реках. Если навести курсор на вражеский юнит, по которому в данный момент можно выстрелить своим юнитом, высвечиваются ожидаемые потери обоих юнитов; реальные потери могут от них сильно отличаться.
Единственный ресурс в игре — престиж. Его увеличение/уменьшение происходит в зависимости от захвата/потери ключевых точек и других отмеченных объектов. Престиж можно расходовать как на восполнение потерь имеющихся юнитов, так и на создание новых (кроме кораблей). Создавать юниты можно в любой принадлежащей игроку отмеченной точке.

## Официальные дополнения
Дополнения (кампании) представляют собой набор сценариев, прохождение которых нелинейно. После прохождения некоторых сценариев предоставляется выбор дальнейшего прохождения. Также при прохождении одной кампании следующая начинается автоматический с переносом войск игрока.
- Grand Campaign '39 — действие кампании начинается с вторжения Германии в Польшу 1 сентября 1939 и заканчивается в Норвегии в 1940 году. В состав входит 14 сценариев, объединённых в одну кампанию. Кампания нелинейная — есть возможность выбора в некоторых миссиях дальнейшего прохождения. Релиз дополнения состоялся 2 ноября 2011 года.
- Grand Campaign '40 — кампания посвящена вторжению Германии во Францию. Также состоит из 14 сценариев. Релиз состоялся вместе с Grand Campaign '39 — 2 ноября 2011 года.
- Grand Campaign '41 — дополнение, посвященное боевым действиям Германии на Балканах, захвату Крита и вторжению в СССР. Состоит из 15 сценариев. Вышло 8 декабря 2011 года.
- Grand Campaign '42 — дополнение, посвященное боевым действиям Германии на Восточном фронте. Включает 15 сценариев. Выход — 31 января 2012 года.
- Grand Campaign '43 East — продолжение действий на Восточном фронте. 13 сценариев. Вышло 8 марта 2012 года.
- Grand Campaign '44 East — дальнейшие действия на Восточном фронте. 13 сценариев. Вышло 12 апреля 2012 года.
- Grand Campaign '45 East — последнее продолжение кампании на Восточном фронте. 13 сценариев. Дата выхода — 22 мая 2012 года.
- Panzer Corps: Afrika Korps — вышедший 6 августа 2012 года патч/дополнение. Включает в себя: очередной патч (v1.10) и первую кампанию из серии «Afrika Korps» из 24 сценариев. Подробнее: (eng.) (рус.) (недоступная ссылка)
- Grand Campaign '42-43 West — набор сценариев на западном фронте, во Франции и Италии. Выход — 11 октября 2012 года вместе с патчем v1.11.
- Grand Campaign '44 West — Монте Кассино, пляжи Нормандии и другие места боёв западного фронта 1944 года. Релиз — 4 декабря 2012 года.
- Grand Campaign '45 West — дальнейшие действия на Западном фронте. 18 сценариев. Вышло 27 февраля 2013 года.
- Grand Campaign Mega Pack '39-'45 — сборник, включающий в себя все предыдущие дополнения (кроме Panzer Corps: Afrika Korps). В отличие от остальных дополнений издано, в том числе, и на русском языке. Вышло 23 апреля 2013 года.
- Panzer Corps: Allied Corps — вышедшее 6 июня 2013 года самостоятельное дополнение. Духовный наследник Allied General. Добавляет кампанию за союзников. Включает в себя очередной патч v1. 20.
- Operation Sea Lion — вышедшее 15 октября 2015 дополнение
- Panzer Corps: Soviet Corps — вышедшее 18 февраля 2016 дополнение
- U.S. Corps '43 — вышедшее 26 мая 2016 дополнение
- U.S. Corps '42 — вышедшее 26 мая 2016 дополнение
- U.S. Corps '44-45 — вышедшее 26 мая 2016 дополнение
- Panzer Corps Gold — вышедшее 6 октября 2016 года полное издание игры со всеми (17) дополнениями.

## Продажи
Летом 2018 года, благодаря уязвимости в защите Steam Web API, стало известно, что точное количество пользователей сервиса Steam, которые играли в игру хотя бы один раз, составляет 105 467 человек.

## Сиквел
Продолжение игры, под названием Panzer Corps 2, было анонсировано 8 марта 2017 года. Оно разрабатывается на движке Unreal Engine 4. Игра вышла 19 марта 2020 года.